# Carlos Bardavío Antón
Carlos Bardavío Antón (Alcañiz, 5 de enero de 1981) es un abogado español doctor en derecho penal especializado en sectas y escritor. 
Está doctorado en derecho penal por la Universidad de Sevilla, es experto en psicología jurídica, sectarismo criminal, asesor jurídico de asociaciones de prevención del sectarismo criminal y profesor de derecho penal en la UNIR.
Estudió la licenciatura en Derecho en la Universidad de Zaragoza entre el 1999 y el 2003, y empezó el doctorado y colegió en la Universidad de Sevilla en 2006. Ha sido abogado penalista en el despacho Luis Romero y Asociados en Madrid entre los años 2011 y 2015. Publicó su tesis doctoral el 2017 titulado Las sectas en Derecho penal: Estudio dogmático de los delitos sectario, convirtiéndose en la primera tesis doctoral sobre la fenomenología de las sectas en el ámbito del Derecho penal en España. Es abogado en ejercicio desde 2007, director del estudio jurídico Bardavío Abogados.
Bardavío lleva desde 2017 colaborando con instituciones dedicadas al fenómeno sectario como la Red Iberoamericana de Estudio de las Sectas (RIES) y la Red de Prevención Sectaria y del Abuso de Debilidad (RedUNE) y ha asesorado a víctimas relacionadas con los perjuicios que ocasionan algunas sectas. También es asesor jurídico-legal en la Asociación CEPAMA para el Apoyo a las Niñas y Mujeres Autistas, la Asociación SINTENO y la Asociación para Proteger al Enfermo de Terapias Pseudocientíficas (APETP).
Bardavío realizó en 2021 una denuncia legal contra IM Mastery Academy con testimonios de más de 450 personas afectadas. El abogado confirmó la ejecución del proceso y se enumeran algunas de las supuestas faltas cometidas, entre las que destacan la publicidad engañosa, daños contra el derecho de los trabajadores, hacienda pública y la seguridad social. También ha defendido a la Asociación de Víctimas de testigos de Jehová en 2022 y 2023, relacionando a los testigos de Jehová con prácticas coercitivas y de matiz sectario, destacando que son “una comunidad cerrada, que rechaza las relaciones de sus miembros con el exterior”, que “tienen prohibido incluso leer las noticias que se publican sobre ellos”.

### Defensa de la demanda contra la Asociación Española de Víctimas de los testigos de Jehová
En el año 2022, la confesión religiosa de los Testigos de Jehová en España presentó ante los tribunales varias demandas contra la asociación y miembros de la Asociación Española de Víctimas de los testigos de Jehová por vulneración de su derecho al honor. El juicio fue defendido por Carlos Bardavío tras la revisión de más de 70 entrevistas por parte de la jueza para declarar la legitimidad al derecho de asociación y de consideración de víctimas. Carlos Bardavío define que situaciones como las vividas dentro de los Testigos de Jehová pueden llegar a considerarse persuasión coercitiva, un tipo de delito también ocasionado en la violencia de género.

El total de juicios fueron 3: uno hacia la asociación, otro hacia Enrique Carmona, su secretario, y un último hacia Gabriel Pedrero administrador de redes sociales .  El juicio contra la asociación fue publicado el 12 de diciembre de 2023, en el que la jueza "desestima íntegramente la demanda interpuesta por la representación procesal de la confesión religiosa Testigos Cristianos de Jehová en España contra la Asociación Española de Víctimas de Testigos de Jehová". La jueza confirma que no ha existido vulneración del derecho al honor, y condena a la confesión religiosa al pago de las costas procesales. La sentencia también explicita que:
El reconocimiento de 'notorio arraigo' a la confesión demandante no debilita la veracidad de las declaraciones de todos los exfieles y de la Asociación que la denomina como 'secta', atribución que hacen numerosos ex miembros según sus propias experiencias porque está íntimamente relacionada con los comportamientos criticados y que se han descrito, y no existe ninguna norma en nuestro ordenamiento jurídico que, una vez reconocida oficialmente como confesión religiosa, impida criticar esta condición.

### Delito de persuasión coercitiva
Bardavío ha representado a exadeptos de sectas y aboga por reformar la legislación para que los casos de persuasión coercitiva dentro de contextos sectarios sean juzgados como delitos. Su tesis de Bardavío busca arrojar luz sobre cómo abordarlo desde el ámbito penal, explorando la manipulación mental y la persuasión coercitiva que a menudo denuncian, y se cuestiona si es necesario establecer una nueva legislación específica para enfrentar este fenómeno. En el estudio, se destaca un patrón común en la mayoría de casos: la presencia de "cierto déficit de socialización", que en algunos casos puede deberse a la libertad individual, pero también podría ser influenciado por terceros o incluso por el sistema social y sus normas. Un aspecto distintivo de las sectas es la variada manera en la que se pueden atribuir responsabilidades por los delitos cometidos. Esto implica considerar también las acciones realizadas bajo coerción o engaño, que generalmente son denunciadas por los adeptos, y que incluyen delitos como homicidio inducido, estafas, abusos sexuales y otros.
Bardavío subraya en su investigación la falta de atención a la protección de un derecho humano fundamental: el derecho a desarrollar una conciencia informada. Esto podría respaldar la creación de un nuevo tipo de delito enfocado no solo en sectas criminales, sino en cualquier grupo que limite la libertad de acción de las personas en general. Un rasgo característico de las sectas es su uso de tácticas de persuasión o la creación de déficits en la socialización, que se asemejan en términos legales al delito de coacción. Su propuesta radica en la implementación de una legislación preventiva específica en el Código Penal español (una categoría que hasta ahora no está claramente definida en la legislación española y que apenas existe en el ámbito internacional), que incluiría la categorización de un delito de persuasión coercitiva, con el objetivo de “criminalizar aquellas conductas que, sin suponer un atentado claro contra otros bienes (por ejemplo contra la integridad psíquica, la vida o el patrimonio), anticipadamente pueda prevenir y sancionar ataques contra la capacidad de libertad de voluntad”. Su propuesta está fuertemente influenciada por las ideas del jurista alemán Günther Jakobs y la teoría de sistemas del sociólogo alemán Niklas Luhmann, en lo que se conoce como funcionalismo normativo y sociología de sistemas
Con relación al delito de persuasión coercitiva, la mayoría de las personas afectadas por sectas, a menudo acusadas de complicidad, argumentan que no eran conscientes de la verdadera naturaleza del trasfondo de donde se metían. Existe una contrariedad personal factorizada por el desconocimiento. Esta confusión personal se ha denominado recientemente persuasión coercitiva como sumisión que contradice la propia conciencia. Debido a esta contradicción interna, se presentan desafíos considerables para probar la existencia de una persuasión que fue desconocida en su momento.
Comenta que el jurista parte de la premisa de que el ser humano, desde que nace, "es arrojado en el tiempo y el en espacio del mundo de la vida y, progresivamente, en un contexto por el que comienza su proceso de socialización”, pudiendo tener deficiencias propias o ajenas. Además, la contraposición entre moral individual y del sistema puede llegar a originar “un inevitable conflicto en la conciencia del sujeto que puede llevarle a incurrir en ciertos delitos bajo una justificación moral”. En este contexto, “en las sectas criminales confluyen diversos casos especiales en los que los sujetos que cometen delitos por alguna justificación moral, o son libres o tienen mermadas ciertas capacidades inherentes y sociales”.

En 2021, por primera vez, el Tribunal Supremo recogió la concepción de persuasión coercitiva en la sentencia STS 352/2021, de 29 de abril (ECLI:ES:TS:2021:1493), contra el Orden y Mandato de San Miguel Arcángel, conocida como los “miguelianos”, acusada de secta coercitiva. Esta definición fue recogida a su vez del artículo La «víctima-autor» en la «persuasión coercitiva» de Carlos Bardavío:
La persuasión coercitiva es una dinámica que restringe, elimina o anula la capacidad de formar libremente la voluntad de actuar en general mediante técnicas que, aunque individualmente consideradas pueden ser cotidianas o neutras, administradas con cierta frecuencia, intensidad, alternativa o acumulativamente pueden crear en la víctima un grado tal de sometimiento, si bien imperceptible, sutil, progresivo e indirecto, que se asimila al concepto normativo de violencia mediante una forma que, más que incapacitar la voluntad endógena (psíquica), restringe, elimina o anula la capacidad exógena, esto es, el horizonte de expectativas (alternativas de comportamiento ) que le ofrece el Sistema social y de Derechos fundamentales. En este sentido, la persuasión coercitiva produce una distorsión de la imputabilidad/exigibilidad más acusadamente en un grupo corrompido como sucede en algunas sectas coercitivas o, como señala gráficamente Polaino Navarrete, «(p)orque no sólo exige concretar el reparto de «la tarta» en que consiste el delito llevado a cabo en el seno de una organización embarullada y subrepticia (es decir: una cuestión ad extra, la relación de todos los intervinientes entre sí), sino también el fundamento de responsabilidad de la propia organización delictiva (o sea: una cuestión ad intra, la propia organización como delito). O, para decirlo con las acertadas palabras de Ernst-Joachim Lampe, la delimitación entre el «injusto sistémico» y el «sistema de injusto»».
Según su investigación, actualmente estos delitos serían tratados de manera similar a como se abordaba la violencia de género hace décadas, es decir, de una manera tosca. Según Bardavío, esto se debe a la falta de una definición clara del delito, lo que lleva a confusiones y a menudo a que los casos sean minimizados. "Muchas veces son producto de mofas en policías, en el juzgado", dice, precisamente, porque no hay un delito "claramente diferenciado que diga que esto es un delito" y hay "confusión entre jueces". Bardavío tiene la intención de llevar su propuesta al Congreso para reformar la legislación, introduciendo una perspectiva más moderna y precisa sobre el delito de persuasión coercitiva. Hace referencia al caso de Patricia Aguilar, quien estuvo cautiva en Perú por más de un año tras ser engañada por el príncipe Gurdjieff, como un ejemplo que podría ayudar a la sociedad a comprender la gravedad de este tipo de situaciones y considerarlas como otra forma de violencia. "El caso [...] va a ser importante para avanzar y que la sociedad entienda que es otro tipo de violencia".

## Publicaciones
- «Violencia de género psicológica y persuasión coercitiva: dos violencias especiales ¿y una misma raíz de lo injusto?», RECPC, 2023 (en revisión).
- «El injusto de la “persuasión coercitiva” y organizaciones criminales coercitivas en el Derecho penal chileno: a la vez breve comentario sobre la sentencia “Antares de la Luz”», Política Criminal, Chile, 2023 (en revisión).

- «Revisión de las sentencias del tribunal constitucional sobre libertad religiosa y de conciencia: la sociedad, el Derecho penal y Procesal penal como límites y garantía», Pere Simón Castellanos (Dir.), María Victoria Álvarez Buján (Coord.), El Tribunal Constitucional como baluarte de las garantías constitucionales en el proceso penal, Aranzadi, Madrid, 2023 (prensa).

- «Reflexiones sobre el consentimiento en los delitos de agresión sexual de la ley “sólo sí es sí”: ¿legislar a martillazos?», Gema Martínez Galindo (Coord.), Los delitos sexuales en la ley “solo sí es sí” (título aún por definir), Bosch, Barcelona, 2023 (en prensa).

- «“Criptosectas” y organizaciones delictuosas mediante estafas piramidales en el ciberespacio: especialmente el caso “IM Mastery Academy”», Raúl García Víquez (Dir.), Belén Linares (Coord.), Derecho y Nuevas Tecnologías, II, Flores Editores, México, 2023 (en prensa).

- Sectas criminales y coercitivas en Derecho penal mexicano. Tratamiento legislativo y dogmático comparado de la persuasión coercitiva y propuesta legislativa, pról. Gilberto Santa Rita Tamés e Iván Colina Ramírez, Intr. Marco Antonio Chávez Vaca, epílogo Alfredo Abadías Selma, Wolters Kluwer-Bosch México, México, 2023, pp. 1-400, 978-84-9090-661-3.

- Fundamentos para una teoría unitaria de la punibilidad y comienzo de la tentativa en el derecho penal mexicano, Hébo Editorial, México, 2022, ISBN 978-607-95806-7-4, pp. 1-98.

- «El delito de desabastecimiento de mercado (art. 281 CP)», pról. Carlos Gómez-Jara Díez, Alfredo Abadías Selma y Miguel Bustos Rubio (Coord.), Temas prácticos para el estudio del Derecho penal económico, 2ª ed., Colex, 2022, ISBN: 978-84-1359-079-0, pp. 139-152.

- «El delito de manipulación de precios de mercado del art. 284 CP: una ultraprotección del subsistema económico funcionalmente incorrecta», Alfredo Abadías Selma y Miguel Bustos Rubio (Dirs.), La protección penal del mercado y los consumidores, pról. Javier Gustavo Fernández Teruelo, Aranzadi, ISBS: 978-84-1125-185-3, 2022, pp. 95-118.

- «Fundamento de punibilidad de la tentativa: a la vez consideraciones sobre la punibilidad de la tentativa inidónea», Anuario de Derecho penal y Ciencias penales, núm. 80, 2022, pp. 447-506.

- «Los delitos de religión en el Código penal de 1822: el sistema moral como fundamento de los delitos de religión», Gregorio María Callejo Hernanz y Víctor Martínez Patón (coords.), Estudios sobre el Código Penal de 1822 en su bicentenario, BOE, 2022, ISBN: 978-84-340-2859-3, pp. 315-326.

- «Fundamentos para una teoría unitaria de la punibilidad y comienzo de la tentativa en el Derecho penal mexicano», Miguel Ángel Aguilar López (Coord.), Manual de Teoría del Delito, Hebo Editorial, México, 2022, ISBN 978-607-99319-64, 235-275.

- «La educación totalitaria o criminal: ¿una causa de exculpación?», Revista penal México, núm. 21, julio-diciembre, 2022, ISSN 2007-4700, pp. 91-108.

- «Fundamentos de punibilidad e imputación objetiva de los ciberdelitos: reafirmación del funcionalismo normativo», Raúl Eduardo García Viquez (dir.), María Belén Linares y Areli Zarai Rojas Rivera (coords.), Pról. Miguel Polaino Navarrete, Ciberdelitos, nuevas tecnologías y Derecho penal, Flores Editores, México, 2022, ISBN: 978-607-573-014-1, pp. 115-153.

- «Imputación e injusto de la responsabilidad penal de la persona jurídica: lineamientos de un modelo de “autor detrás del autor”», Revista Electrónica de Ciencia Penal y Criminología, núm. 24/16, ISSN 1695-0194, 2022, pp. 1-48.

- «Punibilidad del delito de tentativa en el Derecho penal mexicano», Revista de la Facultad de Derecho, Universidad Nacional Autónoma de México, Vol. 71, núm. 280, mayo-agosto, México, 2021, ISSN: 2448-8933, pp. 293-329.

- «Déficit de socialización por educación totalitaria y/o criminal durante la minoría de edad prolongado en la mayoría de edad: una cuestión escasamente abordada», Pere Simón Castellanos, Alfredo Abadías Selma y Sergio Cámara Arroyo (coords.), Tratado sobre delincuencia juvenil y responsabilidad penal del menor, Wolters Kluwer, La Ley, Madrid, 2021, ISBN: 978-84-18662-60-7, pp. 687-704.

- «La prisión preventiva como medida de seguridad y de anticipación de las barreras de protección: a propósito de la prisión preventiva de los presos del “procés”», Pere Simón Castellanos y Alfredo Abadías Selma (coords.), La prisión preventiva del encausado: límites y abusos, Aranzadi, Colección Grandes Tratados, 2021, ISBN: 978-84-1345-139-8, pp. 401-429.

- «La prisión preventiva en tiempos de la COVID-19: restablecimiento contrafáctico de la seguridad cognitiva», Pere Simón Castellanos y Alfredo Abadías Selma (coords.), Prisión provisional, ¿utilidad o perjuicio?, ISBN: 978-84-1359-107-0, Colex, 2021, pp. 335-360.

- «Coercive Persuasion as a specific type of violence in Criminal Law», International Journal of Coercion, Abuse, and Manipulation, núm. 1, International Cultic Studies Association (ICSA), USA, 2020, ISSN: 2710-401X, pp. 61-72.

- «El delito de desabastecimiento de mercado (art. 281 CP)», pról. Carlos Gómez-Jara Díez, Alfredo Abadías Selma y Miguel Bustos Rubio (Coord.), Temas prácticos para el estudio del Derecho penal económico, Colex, 2020, ISBN: 978-84-1359-079-0, pp. 139-152.

- «Imputación de resultados lesivos y muerte por contagio de covid-19: ¿modificación de la tolerancia del riesgo?», La Ley Penal, núm. 144, mayo-junio, 2020, ISSN: 1697-5758, pp. 1-30.

- «Imputación y límites del riesgo en la responsabilidad penal de la persona jurídica: premisas y fundamentos de una "auténtica" autorresponsabilidad», Pere Simón Castellano, Alfredo Abadías Selma, Ricardo Rodríguez Fernández (pr.), Mapa de riesgos penales y prevención del delito en la empresa, Wolters Kluwer, Madrid, 2020, ISBN 978-84-9090-461-9, pp. 431-461.

- «Ciberdelitos: evolución hacia un derecho penal funcional incorrectamente dogmatizado», en Miguel Bustos Rubio y Alfredo Abadías Selma (dir.), Antonio del Moral García (pról.), Una década de reformas penales: análisis de diez años de cambios en el Código Penal (2010-2020), Bosch, Barcelona, 2020. ISBN 978-84-122015-9-8, 393-414.

- Las sectas en Derecho penal: estudio dogmático de los delitos sectarios, Colección penal núm. 7, J.M. Bosch Editor, Barcelona, 2020, ISBN: 9788494792991, Publicación en formato ebook, 16 de abril de 2020.

- «“Persuasión coercitiva” y organizaciones criminales en el derecho penal mexicano», Jurídica Ibero, Universidad Iberoamericana de México, Departamento de Derecho, año III, núm. 6, enero-junio, 2019, ISSN: 2594-2654, 13-66.

- «La «víctima-autor» en la «persuasión coercitiva» (Comentario a la Sentencia de la sección 4ª, Penal, de la Audiencia Provincial de Pontevedra 33/2018, de 28 de diciembre: Caso de la «Orden y Mandato de San Miguel Arcángel», acusada de secta coercitiva)», La Ley penal, núm. 137, marzo-abril, 2019, ISSN 1697-5758, pp. 1-35.

- Las sectas en Derecho penal: estudio dogmático de los delitos sectarios, Colección penal núm. 7, J.M. Bosch Editor, Barcelona, 2018, ISBN: 9788494792984.

- «La relevancia típica de la “persuasión coercitiva”: propuesta de tipificación», La ley penal: revista de derecho penal, procesal y penitenciario, núm. 128, 2017, ISSN 1697-5758, pp. 1-31.

- «El delito de persuasión coercitiva», Revista de la Asociación Iberoamericana de Investigación de Abusos Psicológicos Tras/Pasos, núm. 8, 2017.